# O Princípio do Prazer
O Princípio do Prazer é um filme brasileiro de 1979, com direção de Luiz Carlos Lacerda. Paraty serviu como cenário para filmagens do longa.

## Elenco
- Odete Lara - Norma Menezes
- Paulo Villaça - Otávio Menezes
- Carlos Alberto Riccelli - Álvaro
- Ana Maria Miranda - Ana Menezes
- Luiz Antônio Magalhães - Mário Menezes
- Maria Theresa Freire - Sônia
- Lígia Diniz - Odete
- Nildo Parente - Renato
- Nuno Leal Maia - Jangadeiro
- Rubem de Bem - Seu Gabriel
- Mazinho Mury - Guardador
- José Kléber - Mendigo